# Indigofera secundiflora
Espèce
Indigofera secundiflora est une espèce de plantes à fleurs de la famille des Fabaceae et du genre Indigofera, présente dans de nombreux pays d'Afrique tropicale.

## Description
C'est une herbe annuelle robuste, rampante ou érigée, dont la hauteur est comprise entre 0,2 et 1,3 m,.

## Distribution
Elle est répandue en Afrique tropicale, du Sénégal à l'Éthiopie.

## Habitat
On la rencontre dans les savanes arbustives ouvertes, les inselbergs et les terrains dégradés, marécageux, humides, sur des rochers le long de petits ruisseaux.

## Utilisation
Elle est broutée par le bétail.

## Liste des variétés
Selon Tropicos (17 juin 2020) (Attention liste brute contenant possiblement des synonymes) :
- variété Indigofera secundiflora var. glandulosissima R.E. Fr.
- variété Indigofera secundiflora var. gondarensis Pic. Serm.
- variété Indigofera secundiflora var. holstii Baker f.
- variété Indigofera secundiflora var. rubripilosa De Wild.
- variété Indigofera secundiflora var. secundiflora